# Culver (Oregon)
Culver é uma cidade localizada no estado norte-americano de Oregon, no Condado de Jefferson.

## Demografia
Segundo o censo norte-americano de 2000, a sua população era de 802 habitantes.
Em 2006, foi estimada uma população de 1026, um aumento de 224 (27.9%).

## Geografia
De acordo com o United States Census Bureau tem uma área de
1,6 km², dos quais 1,6 km² cobertos por terra e 0,0 km² cobertos por água. Culver localiza-se a aproximadamente 802 m acima do nível do mar.

## Localidades na vizinhança
O diagrama seguinte representa as localidades num raio de 32 km ao redor de Culver.